# 松崎站 (京都府)
松崎站（日语：／ Matsugasaki eki */?）是一個位於日本京都府京都市左京區松崎六之坪町，屬於京都市營地下鐵烏丸線的鐵路車站。車站編號是K02。

## 歷史
- 1997年（平成9年）6月3日 - 烏丸線的北山站至國際會館站延伸開通而開業[1]。

## 車站構造
車站位於北山通之下，地下1樓有閘口1個，是大堂層，地下2樓是島式月台1面2線的地底車站。地下1樓與地下2樓各設升降機和扶手電梯1部以及2條樓梯。出入口共2個，1號出入口在東側（國際會館側），北山通南側行人道上，2號出入口在西側（北山側），北山通北側行人道上。1號出入口有上行的扶手電梯，2號出入口有升降機。2號出入口併設京都市營運的自行車停車場。

松崎站各部的圖像
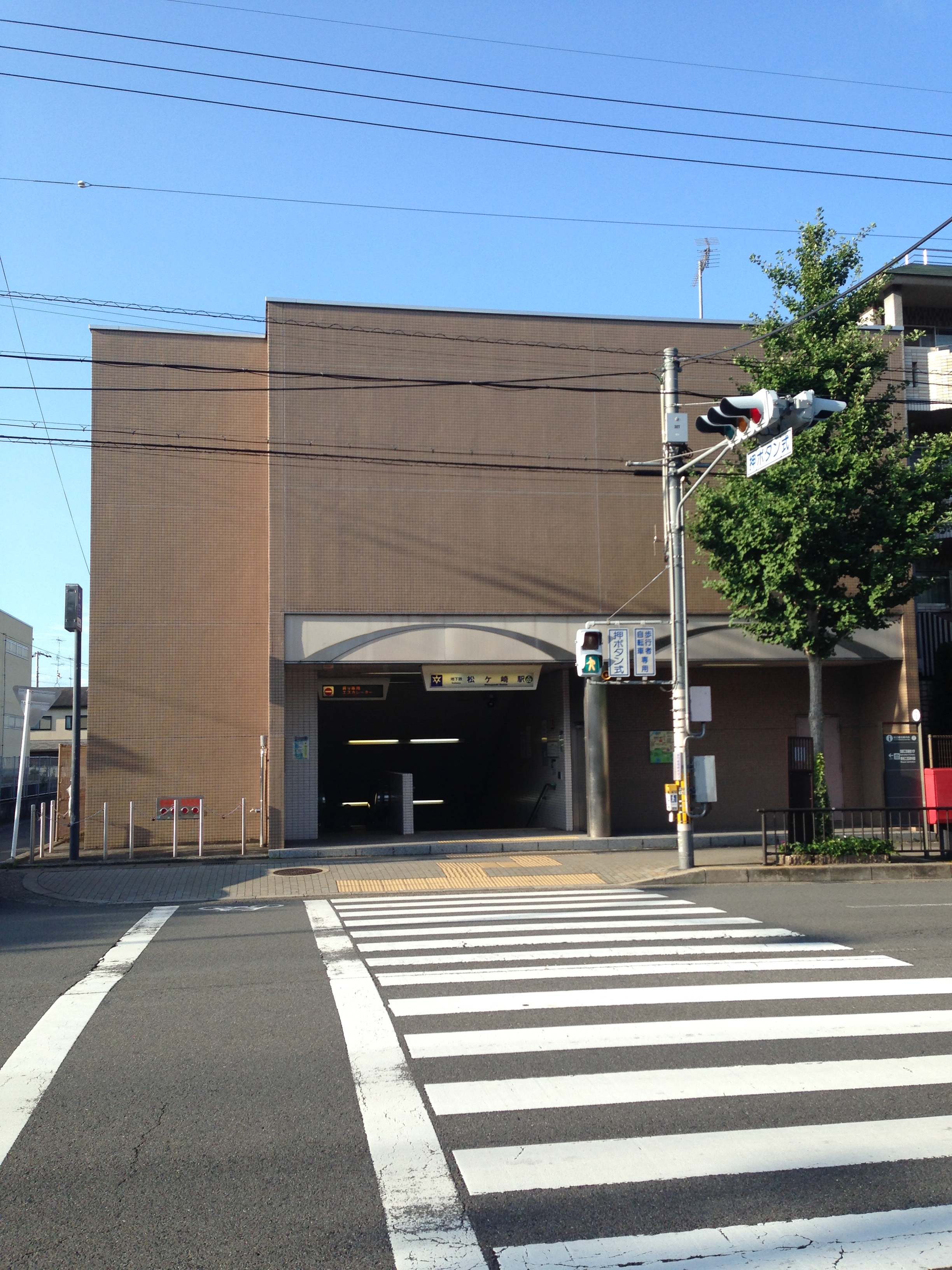
1號出入口
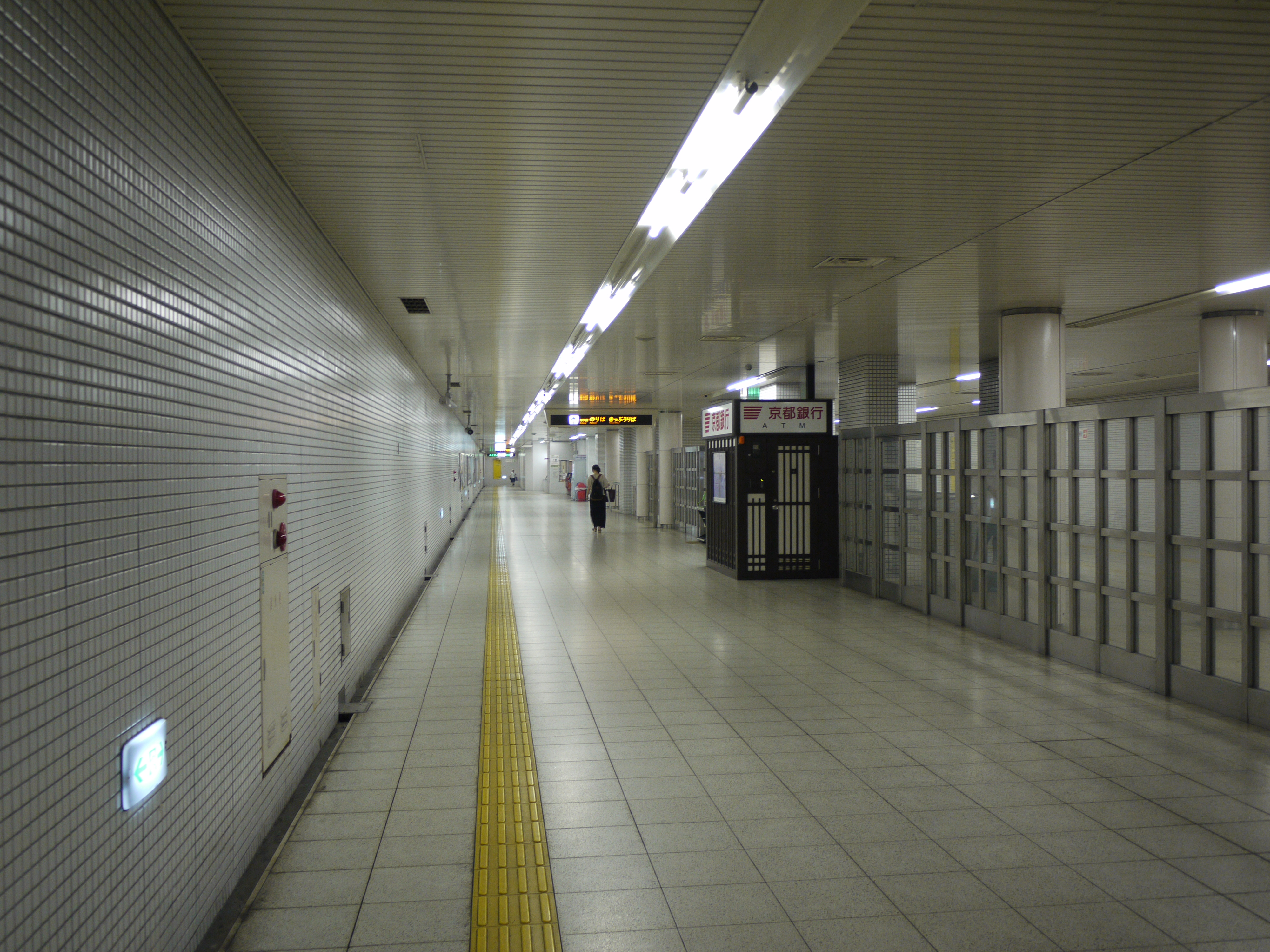
閘外大堂
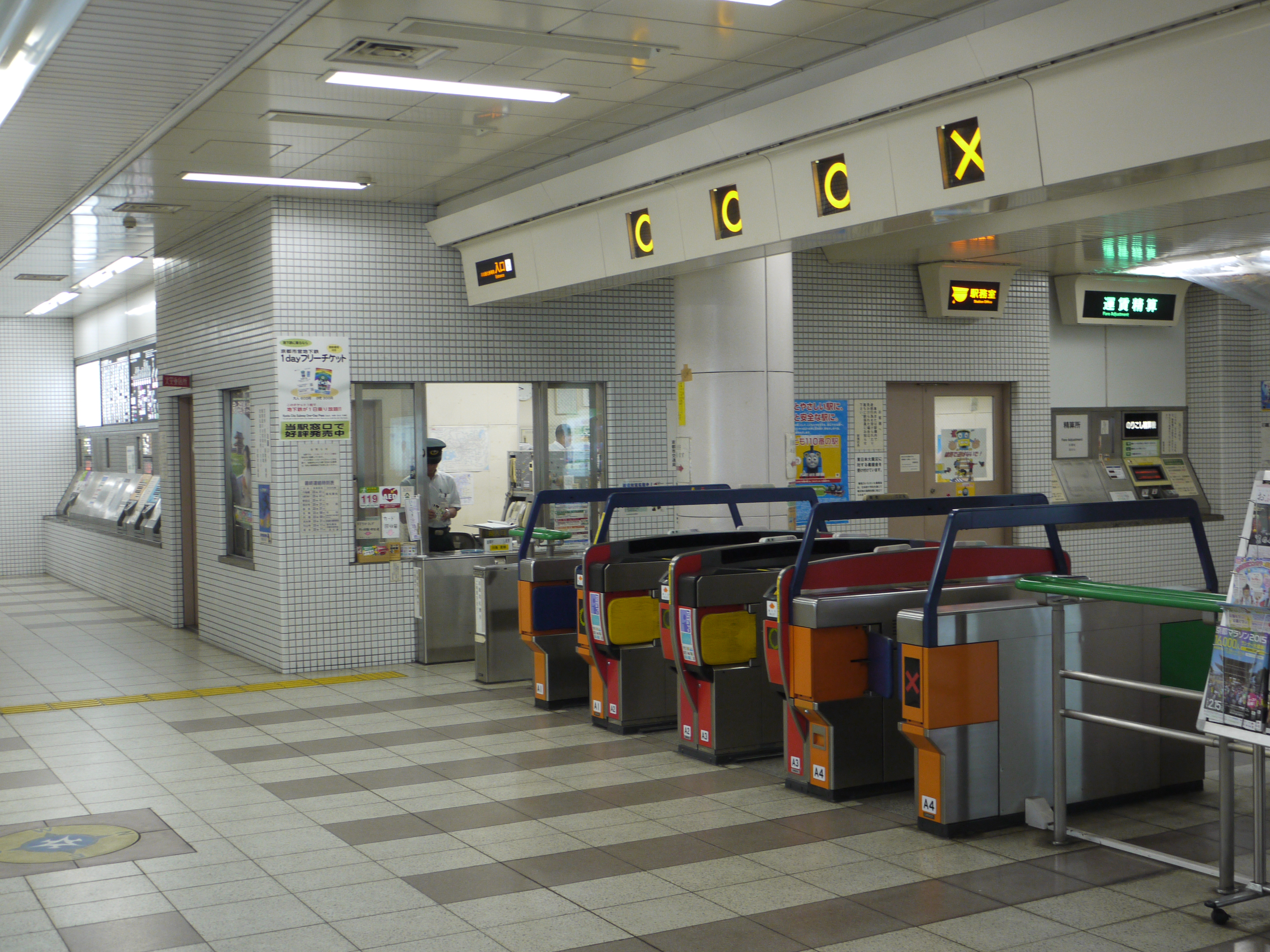
閘口 2007年4月1日起可以使用PiTaPa[4]。
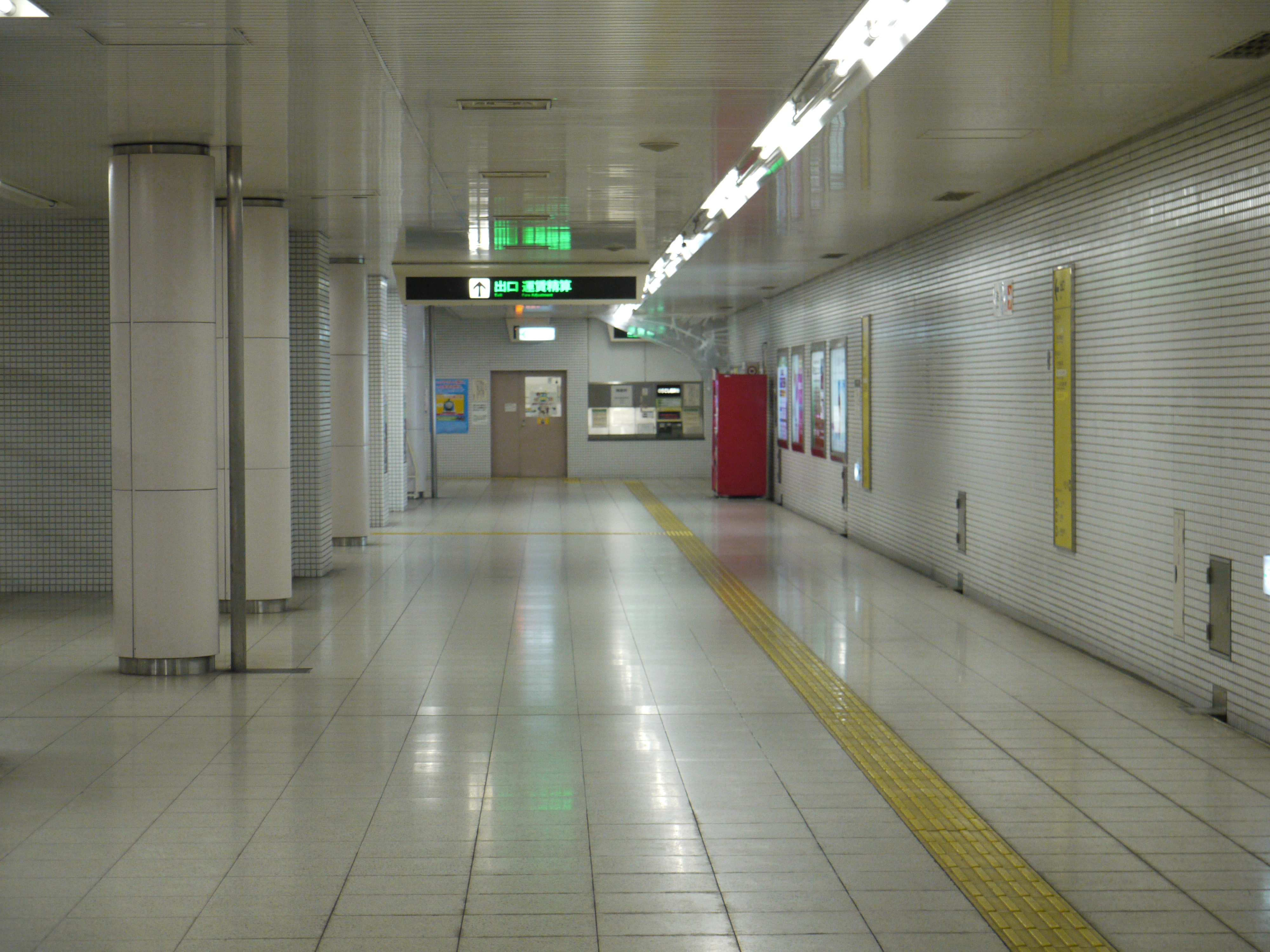
閘內大堂
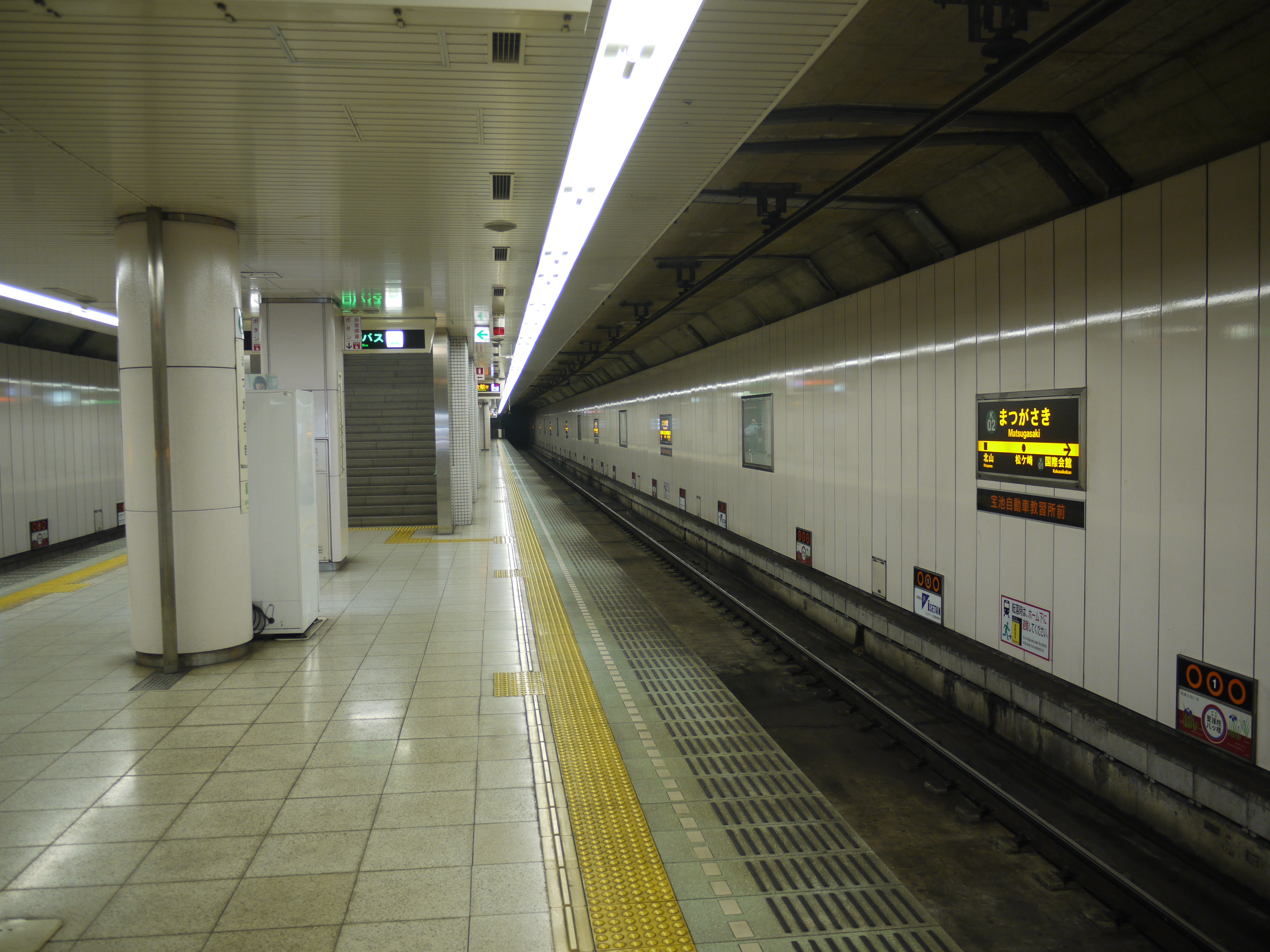
月台
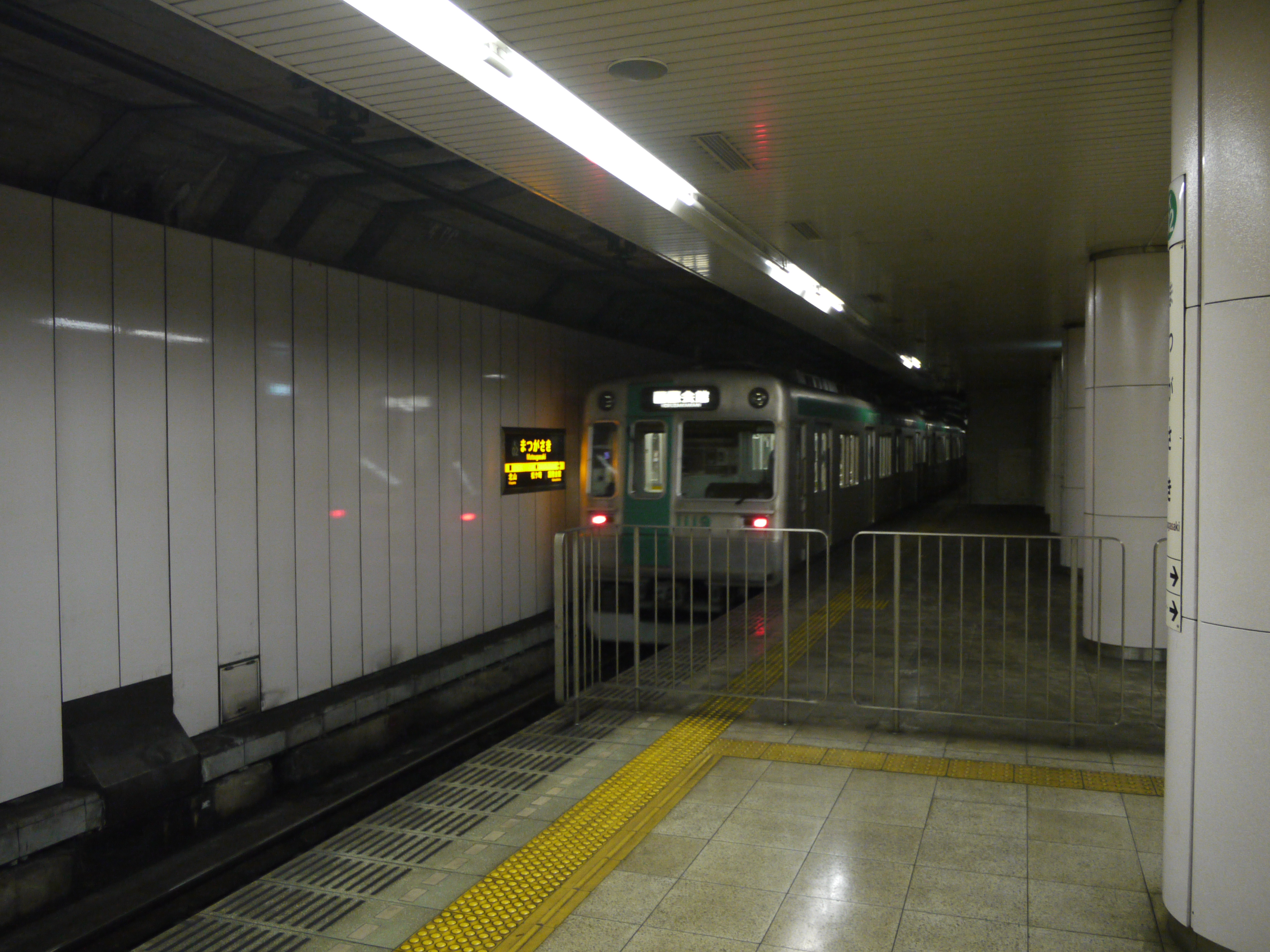
月台兩端各有1節分不使用的部分
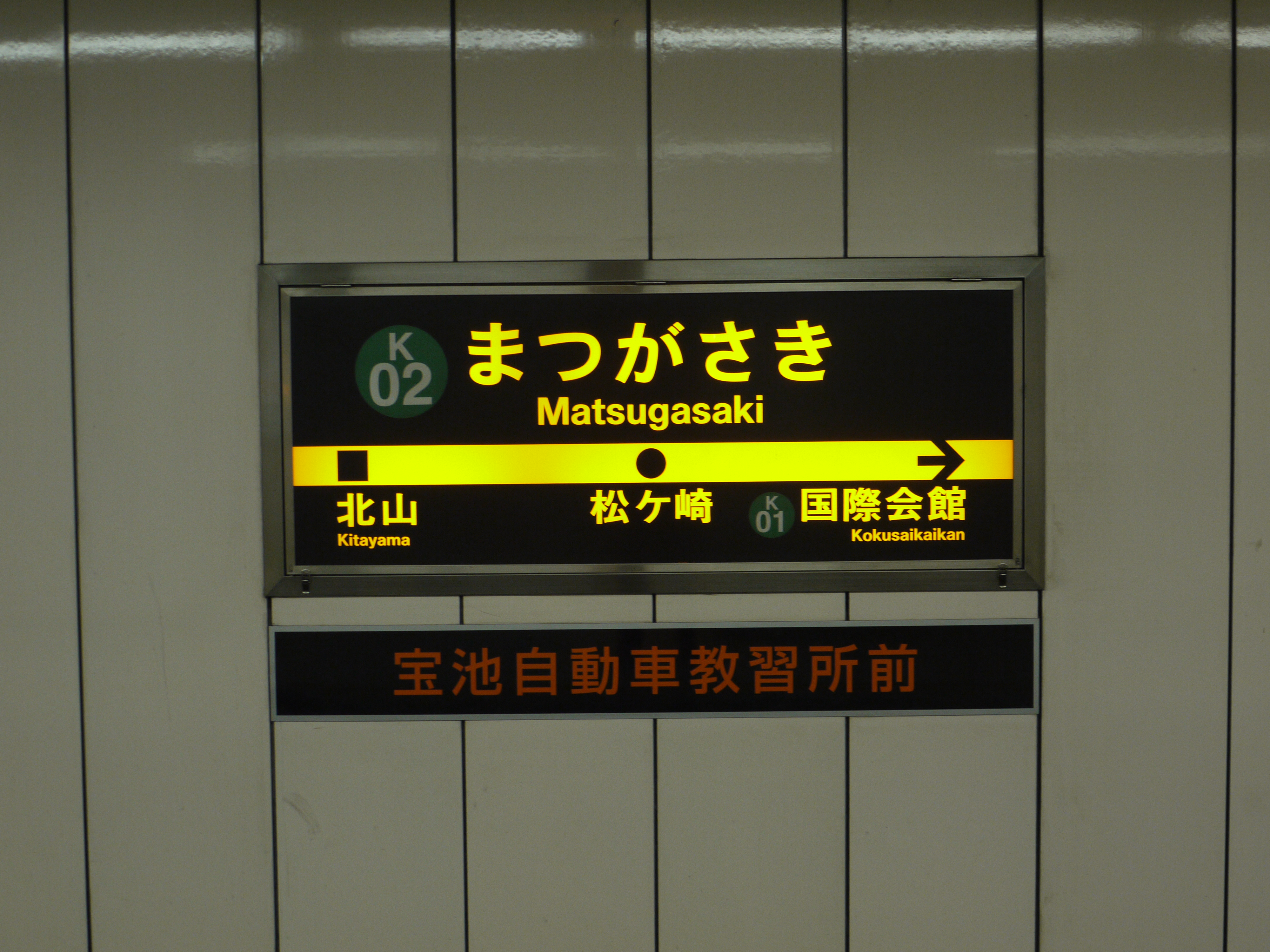
站名牌

### 月台配置
| 月台 | 路線   | 方向 | 目的地                         |
| ---- | ------ | ---- | ------------------------------ |
| 1    | 烏丸線 | 下行 | 四條、京都、竹田、近鐵奈良方向 |
| 2    | 烏丸線 | 上行 | 國際會館方向                   |

## 利用狀況
2016年（平成28年）度的1日平均上下車人次為11,786人。
各年度的1日平均上下、上車人次如下表。
| 年度               | 1日平均 上下車人次 | 1日平均 上車人次 | 來源   |
| ------------------ | ------------------ | ---------------- | ------ |
| 1998年（平成10年） |                    | 3,910            | [ 6 ]  |
| 1999年（平成11年） | 8,490              | 4,283            | [ 7 ]  |
| 2000年（平成12年） | 8,836              | 4,457            | [ 8 ]  |
| 2001年（平成13年） | 8,977              | 4,530            | [ 9 ]  |
| 2002年（平成14年） | 9,192              | 4,635            | [ 10 ] |
| 2003年（平成15年） | 9,553              | 4,808            | [ 11 ] |
| 2004年（平成16年） | 9,652              | 4,853            | [ 11 ] |
| 2005年（平成17年） | 9,816              | 4,935            | [ 11 ] |
| 2006年（平成18年） | 9,941              | 4,986            | [ 11 ] |
| 2007年（平成19年） | 10,134             | 5,032            | [ 11 ] |
| 2008年（平成20年） | 10,304             | 5,117            | [ 11 ] |
| 2009年（平成21年） | 10,250             | 5,140            | [ 12 ] |
| 2010年（平成22年） | 10,463             | 5,243            | [ 12 ] |
| 2011年（平成23年） | 11,014             | 5,519            | [ 12 ] |
| 2012年（平成24年） | 11,102             | 5,563            | [ 12 ] |
| 2013年（平成25年） | 11,423             | 5,724            | [ 12 ] |
| 2014年（平成26年） | 11,727             | 5,876            | [ 13 ] |
| 2015年（平成27年） | 11,866             | 5,947            | [ 13 ] |
| 2016年（平成28年） | 11,786             | 5,907            | [ 5 ]  |

## 相鄰車站
京都市交通局（京都市營地下鐵）
 烏丸線
國際會館（K01）－松崎（K02）－北山（K03）

### 來源
1. ↑  『歴史でめぐる鉄道全路線 公営鉄道・私鉄』 p23
2. 1 2 3 4 5 6  . 京都市交通局.   [2014-07-27]. （原始内容存档于2015-10-06）.
3. ↑  . 京都市都市整備公社.   [2014-08-09]. （原始内容存档于2019-07-17）.
4. ↑  . 三井住友VISAカード. 2007-03-19  [2014-08-09]. （原始内容存档于2014-08-09）.
5. 1 2  京都市交通事業白書 平成28年度版PDF - 56ページ
6. ↑  京都市交通事業白書 平成10年度版 - 33ページ
7. ↑  京都市交通事業白書 平成11年度版 - 29ページ
8. ↑  京都市交通事業白書 平成12年度版 - 31ページ
9. ↑  京都市交通事業白書 平成13年度版 - 31ページ
10. ↑  京都市交通事業白書 平成14年度版 - 33ページ
11. 1 2 3 4 5 6   (PDF). 京都市: 65.   [2014-12-15]. （原始内容 (pdf)存档于2016-03-04）.
12. 1 2 3 4 5   (pdf). 京都市.   [2014-12-15]. （原始内容存档 (PDF)于2019-05-17）.
13. 1 2   (pdf). 京都市.   [2017-01-18]. （原始内容存档 (PDF)于2019-05-15）.

## 外部連結
- 松崎站 （页面存档备份，存于） - 京都市交通局